# Parc Nacional Cheile Nerei - Beușniț
El Parc Nacional Cheile Nerei - Beușniț (en romanès: Parcul Naţional Cheile Nerei-Beușniţa) (parc nacional categoria II UICN) és una zona protegida situada a Romania, al comtat de Caraş-Severin.

## Ubicació
El parc es troba al límit sud-oest del país, al sud de les muntanyes Anina (muntanya grup inclosa a les muntanyes del Banat), al comtat de Caraș-Severin, al curs mitjà del riu Nera i a l'alt del riu Beu.

## Descripció
El Parc Nacional Nera Gorge-Beușnița compta amb una superfície de 36.758 ha i va ser declarat àrea natural protegida per la Llei Número 5 del 6 de març de 2000 (publicada al número oficial de paper romanès número 152 el 12 d'abril de 2000). Representa una zona muntanyosa (cims de muntanya, circs, escletxes, coves, valls, canons i cascades) que alberga una gran varietat de flora i fauna.
Les zones protegides incloses al parc són el Congost de Nera-Beușnița, Congost de Șușara, Ducin, Izvorul Bigăr, Izvoarele Nerei, Lisovacea i Valea Ciclovei-Ildia.

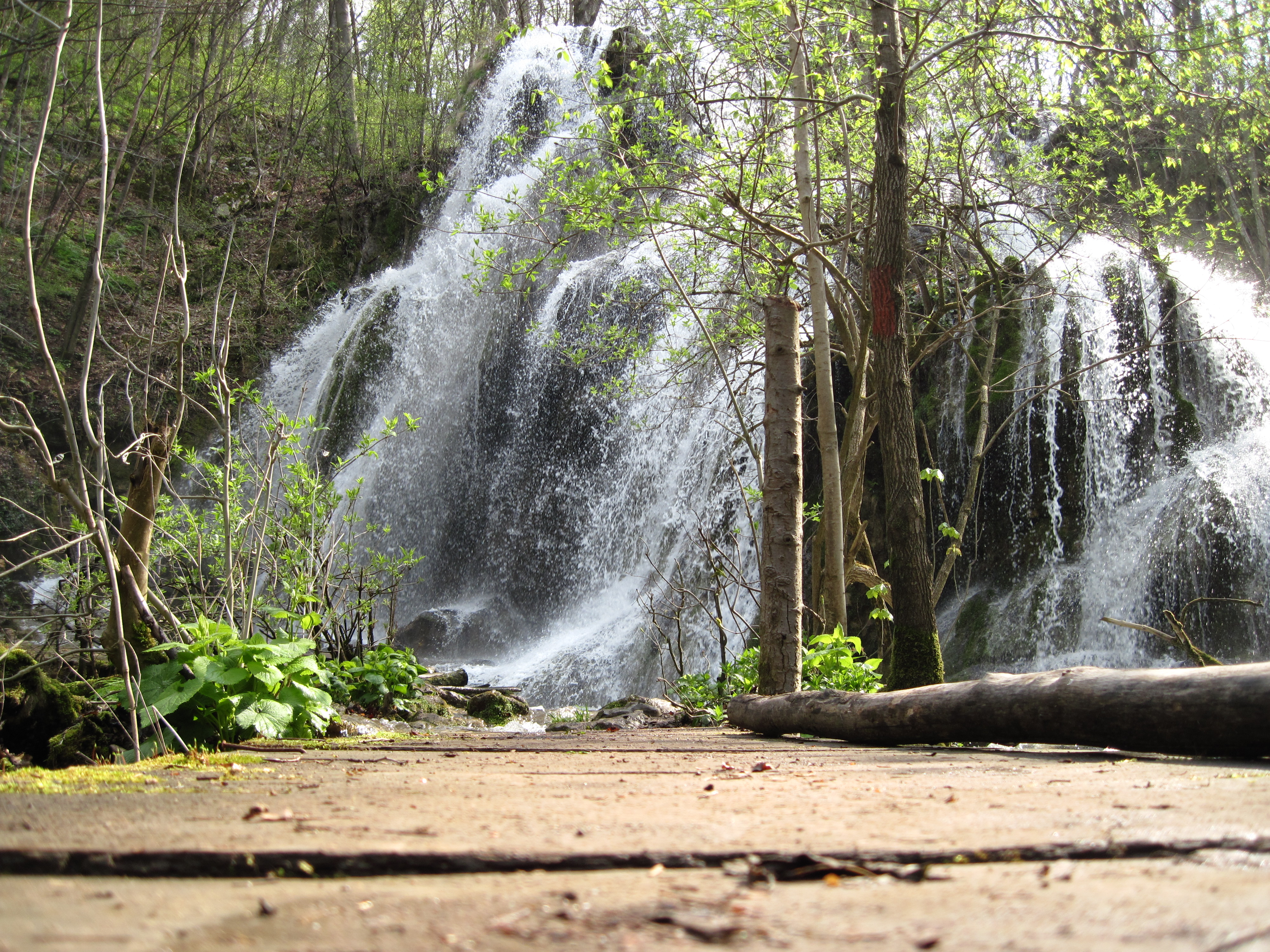
Cascada Beușnița (riu Beu)

### Clima
El clima és temperat continental, amb hiverns moderats, estius càlids, poca amplitud tèrmica, precipitacions abundants i influències mediterrànies.

### Hidrologia
La xarxa hidrològica inclou el riu Nera i els seus afluents: Coşava, Bănia, Beu, Ducin, Miniş, Nergana, Nerganiţa, Prigor, Rudăria i Şopotu.

## Flora i fauna

### Flora
Al territori de l'àrea protegida s'han identificat diverses espècies de flora amb elements europeus, centreeuropea i euroasiàtica.

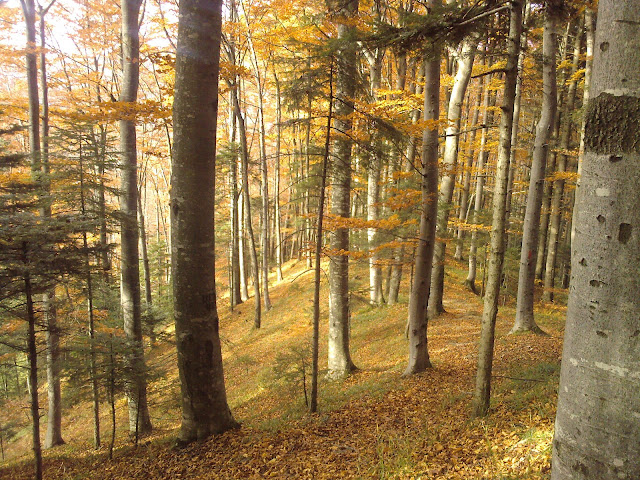
Bosc mixt

La vegetació dels boscos està formada per arbres i arbustos : roure anglès (Quercus robur), carpina comuna (Carpinus betulus), faig europeu (Fagus sylvatica), freixe europeu (Fraxinus excelsior), roure gall dindi (Quercus cerris), roure silvestre (Quercus petraea), Negre vern (Alnus glutinosa), teix europeu (Taxus baccata), Manna Ash (Fraxinus ornus), Turquia Avellana (Corylus colurna), Cornel Europea (Cornus mes), SMOKETREE Euràsia (Cotynus coggygria), Ruscus (espècies de: Ruscus aculeatus o Ruscus hypogllosum) o Lila (Syringa vulgaris).
Espècies d'herba: orquídia (Himantoglossum caprinum), Fritillaria (Fritillaria montana), linum groc (Linum uninerve),, Asplenium ceterach (Ceterach officinarum), Cephalaria (Cephalaria laevigata), orquídia de mico (Orchis simia), orquídia fragant (Gymnadenia) conopsea), corydalis (Corydalis pumila), crocus (Crocus flavus).

### Fauna
Espècies de mamífers: os bru (Ursus arctos), cérvol (Cervus elaphus), cabirol (Capreolus capreolus), llop gris (Canis lupus), senglar (Sus scrofa), llúdriga europea (Lutra lutra), linx (Lynx linx), gat salvatge (Felis silvestris), marta (Martes martes), teixó (mascles mascles), musaranya pigmea (Sorex minutus), ratpenat de ferradura de Blasius (Rhinolophus blasii) o ratpenat d'orelles de ratolí (Myotis blythii).

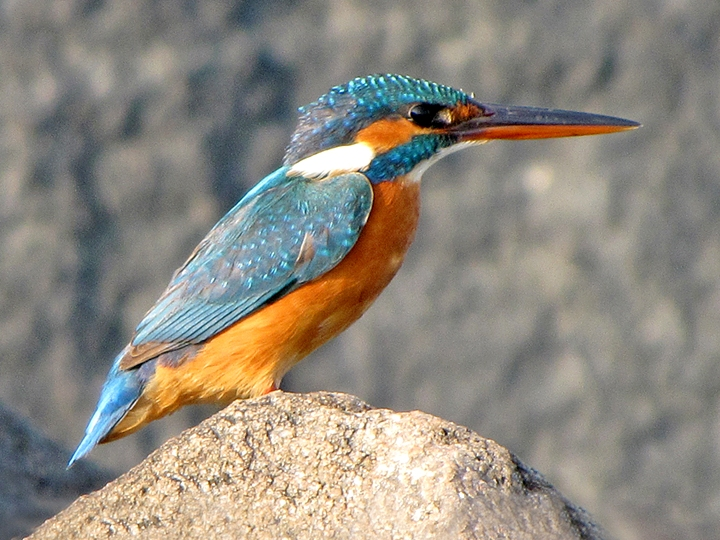
Martí pescador comú

Espècies d'ocells: àguila daurada (Aquila chrysaetos), àguila petita (Aquila pomarina), martinet pescador (Alcedo athis), gall fer (Bonasa bonasia), galliner (Circus cyaneus), àguila euroasiàtica (Bubo bubo), curta -àguila de serp de dit (Circaetus gallicus), papamosques de pit roig (Ficedula parva), musarot europeu (Pernis apivorus), camarot europeu (Caprimulgus europaeus), picot de cap gris (Picus canus), mussol d'Ural (Strix uralensis), blat de moro crake (Crex crex), tallarol barrat (Sylvia nisoria), llangardaix de dors vermell (Lanius collurio), tova ortolana (Emberiza hortulana), corró europeu (Coracias garrulus), arruiner de Montagu (Circus pygargus) o picot de taca mitjana (Dendrocopos medius).
Espècies de rèptils, amfibis i granotes: vipera comuna (Vipera berus), sargantana verda (Lacerta viridis), serp llisa (Coronella austriaca), salamandra de foc (Salamandra salamandra), tritó alpí (Triturus alpestris), gripau comú (Bufo bufo) o gripau de panxa groga (Bombina veriegata).
Espècies de peixos: gavina del Danubi (Gobio uranoscopus), barb mediterrani (Barbus meridionalis), Sabanejewia aurata, streber (Zingel streber), loach dels Balcans (Cobitis elongata), gudgeon de Kessler (Gobio kessleri) o Amur bitterling (Rhodeus sericeus amarus).

## Accés
- Carretera nacional DN57B Oravita - Sasca muntanya - Sopotu Nou - Cărbunari - Bozovici - Anina
- Carretera nacional DN57B Reşiţa - Caraşova - Anina

## Galeria

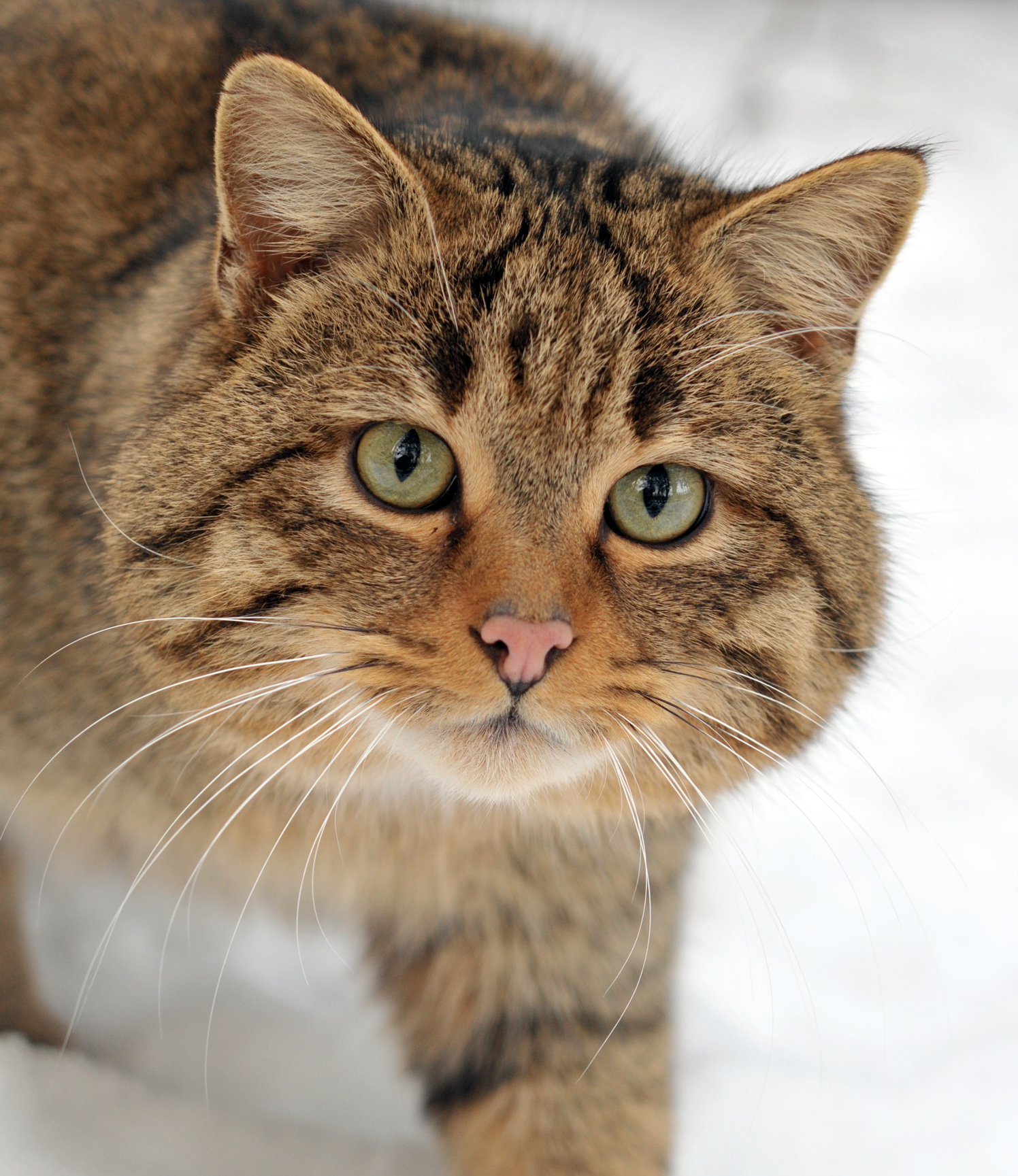
Gat salvatge
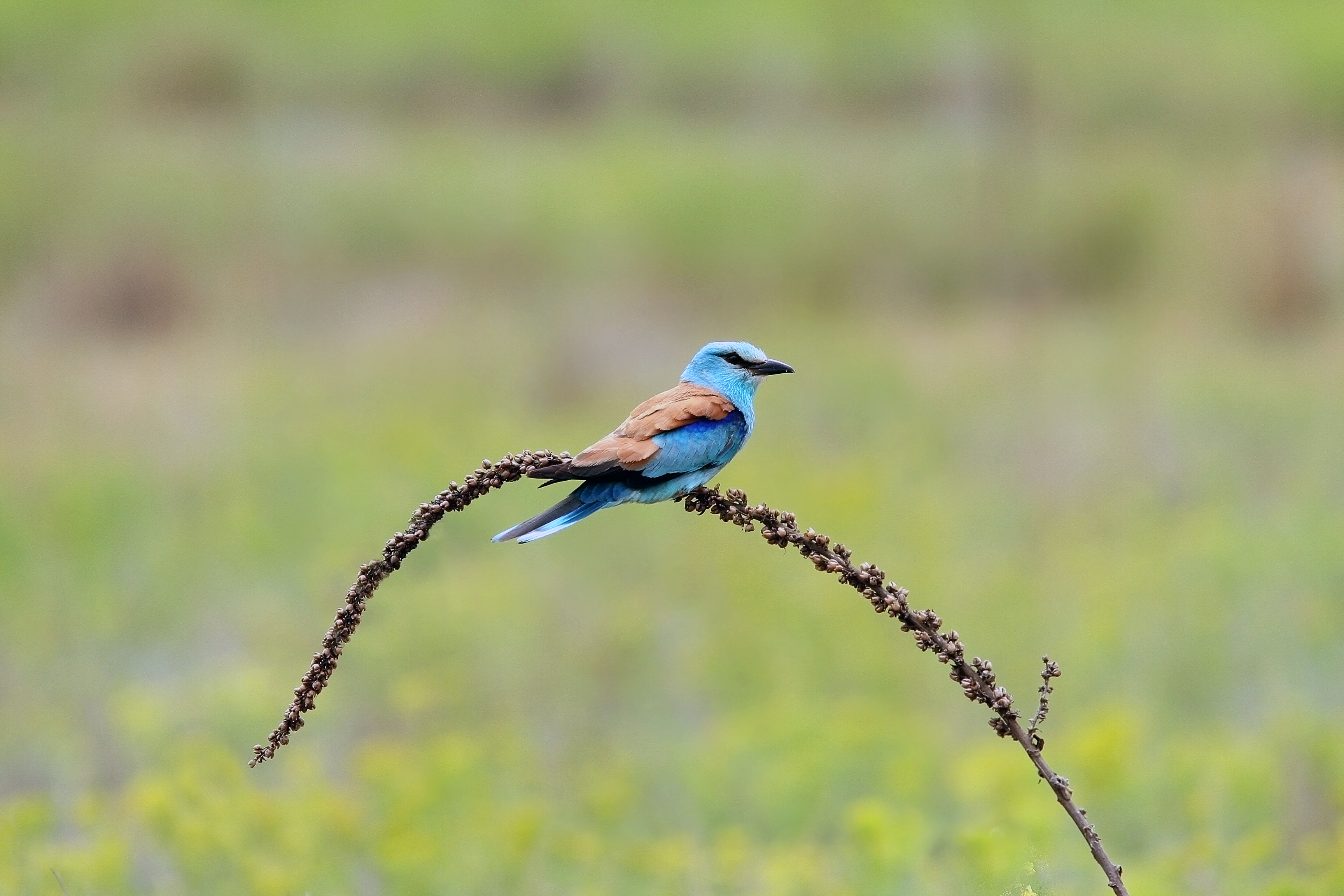
Coràcies garrulus
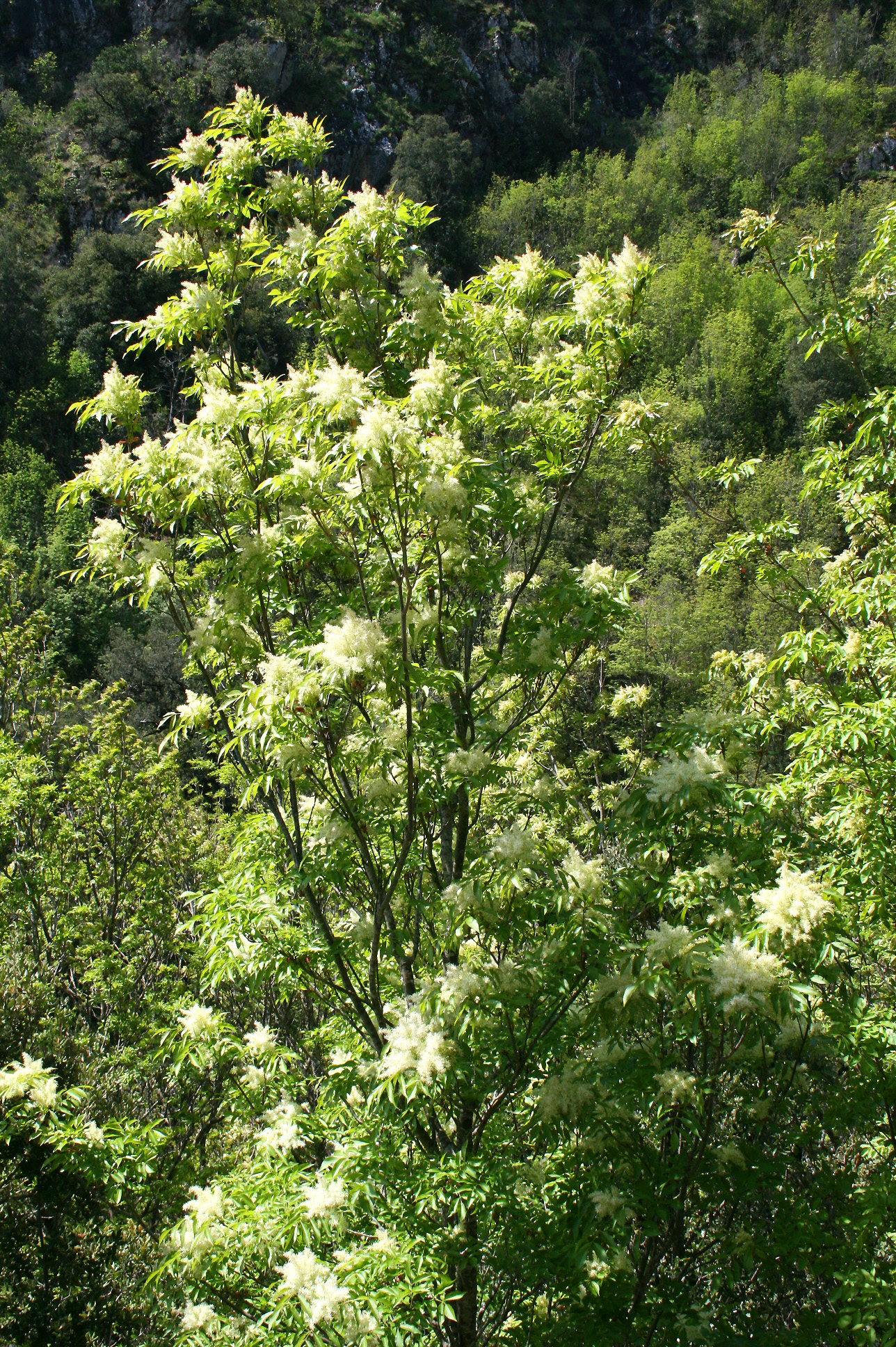
Fraxinus ornus
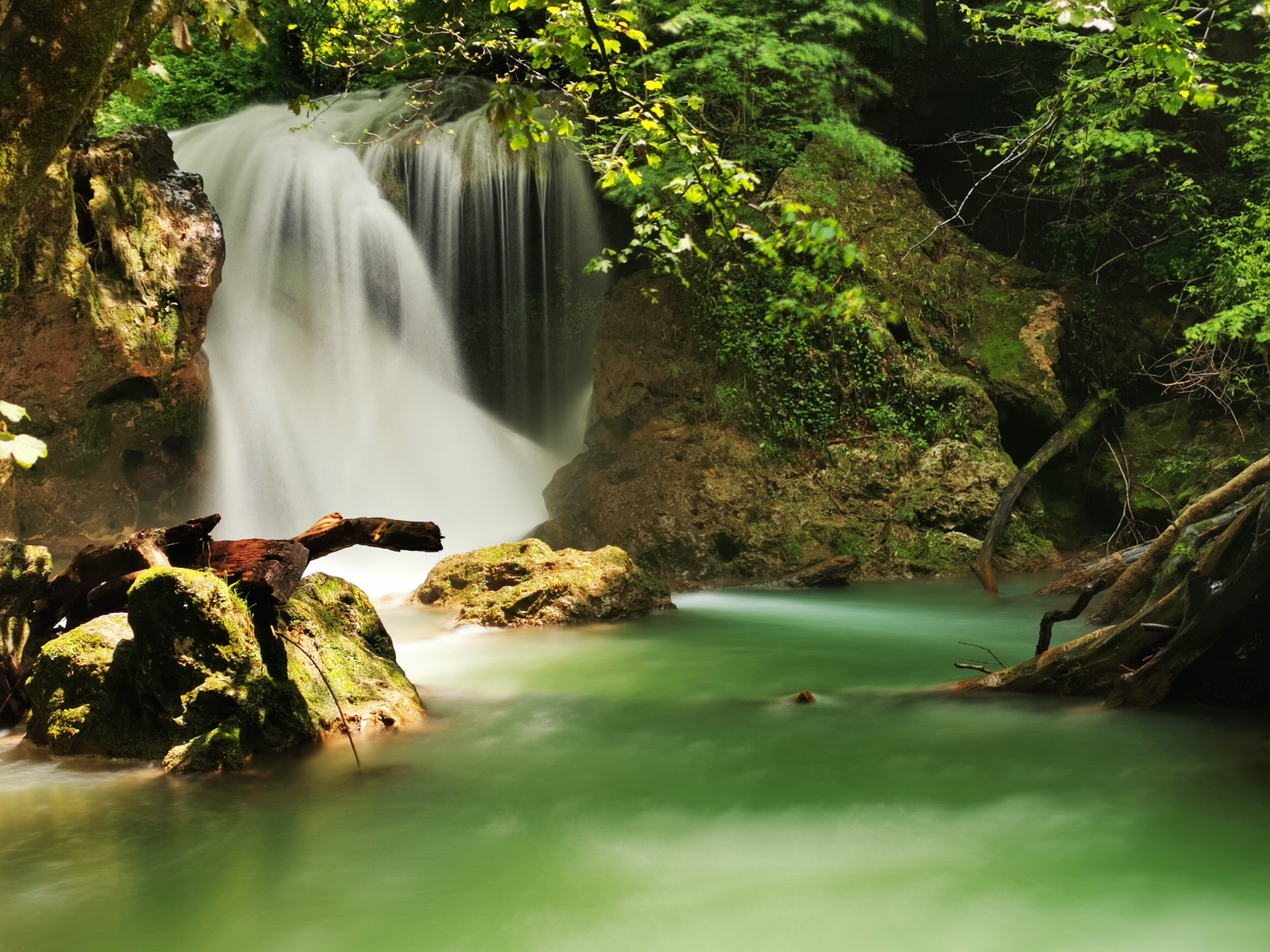
Cascada de Vaioaga.
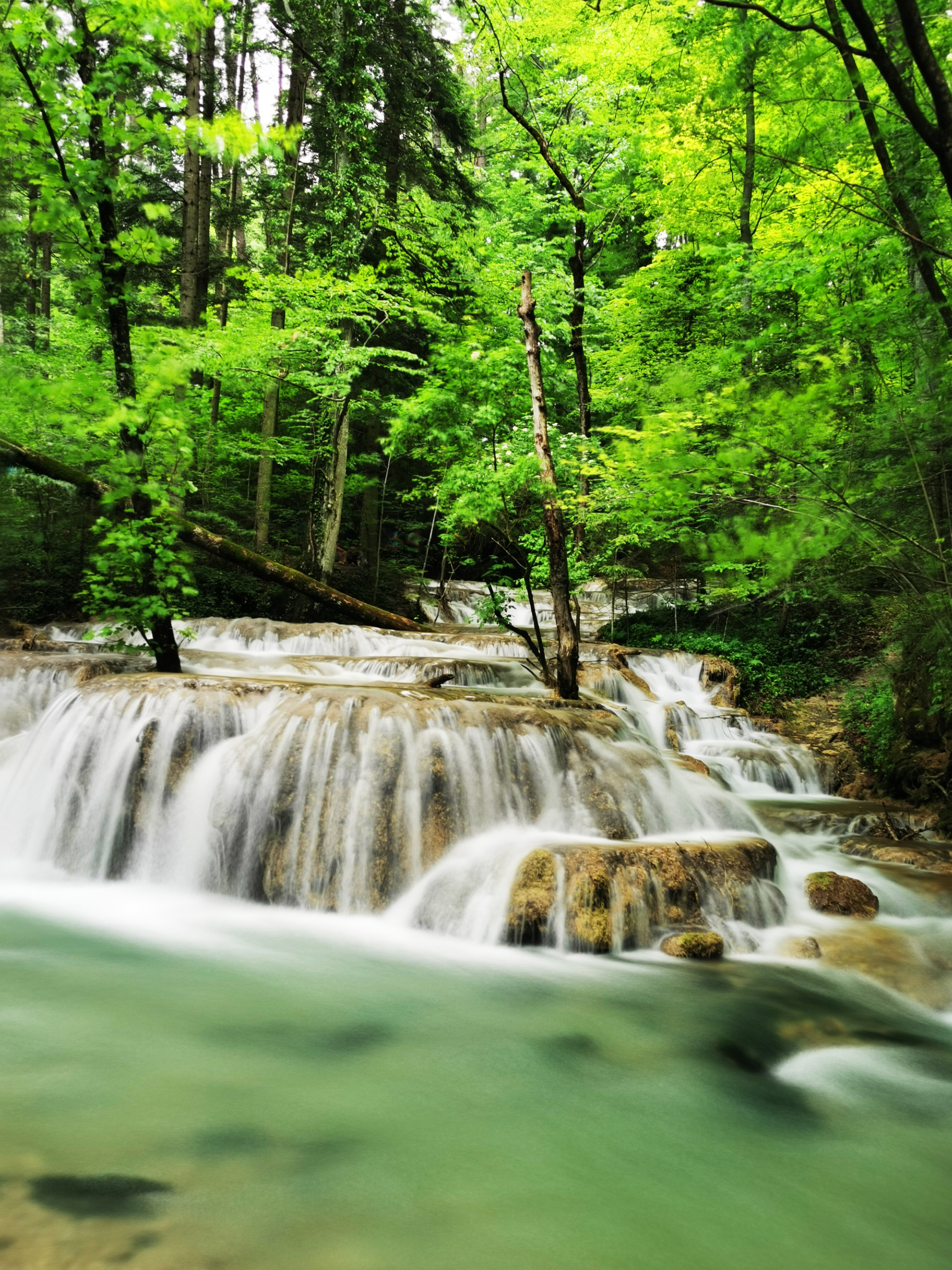
Llit del riu Beușnița (Beu).
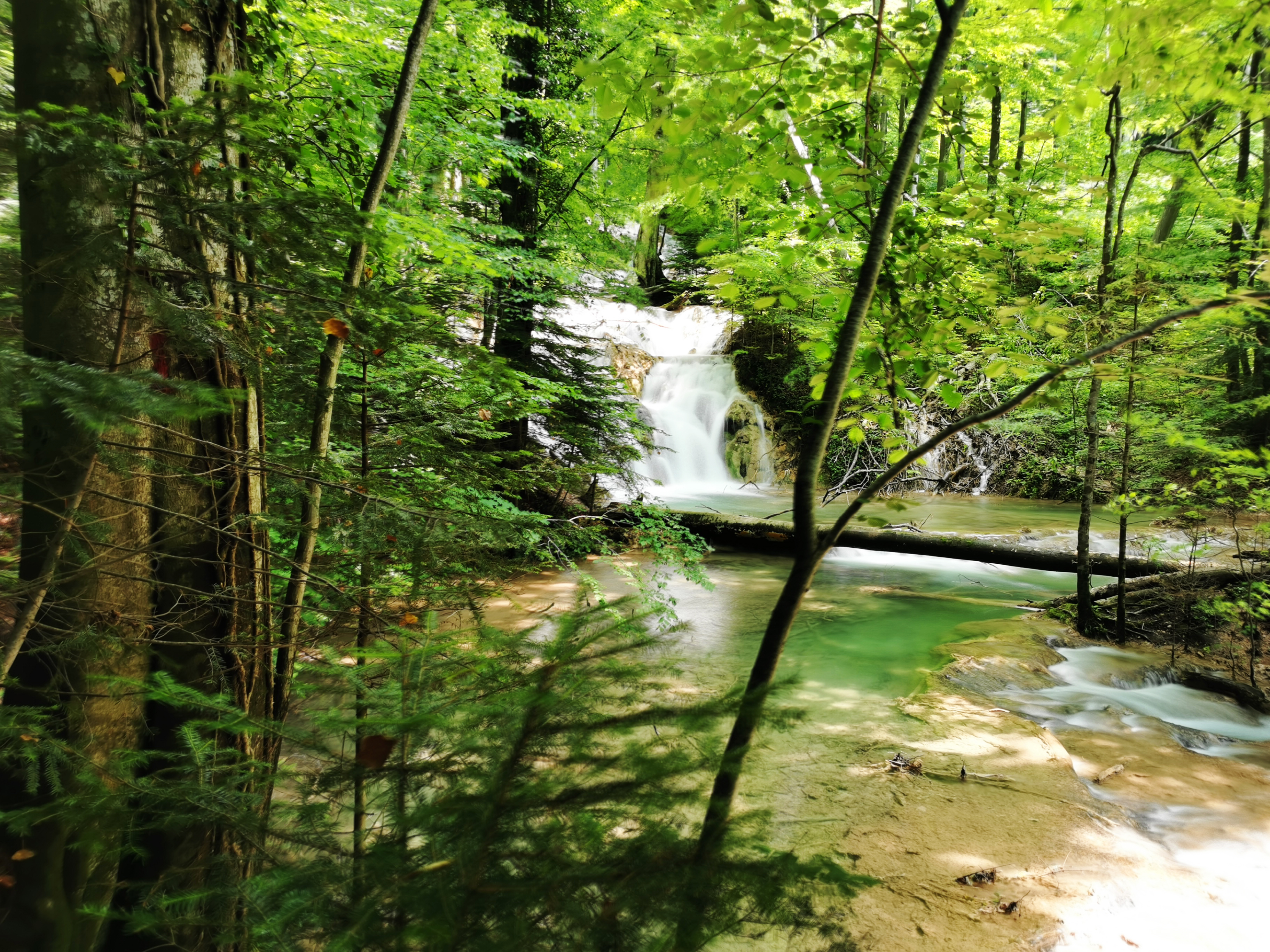
Llit del riu Beușnița (Beu).
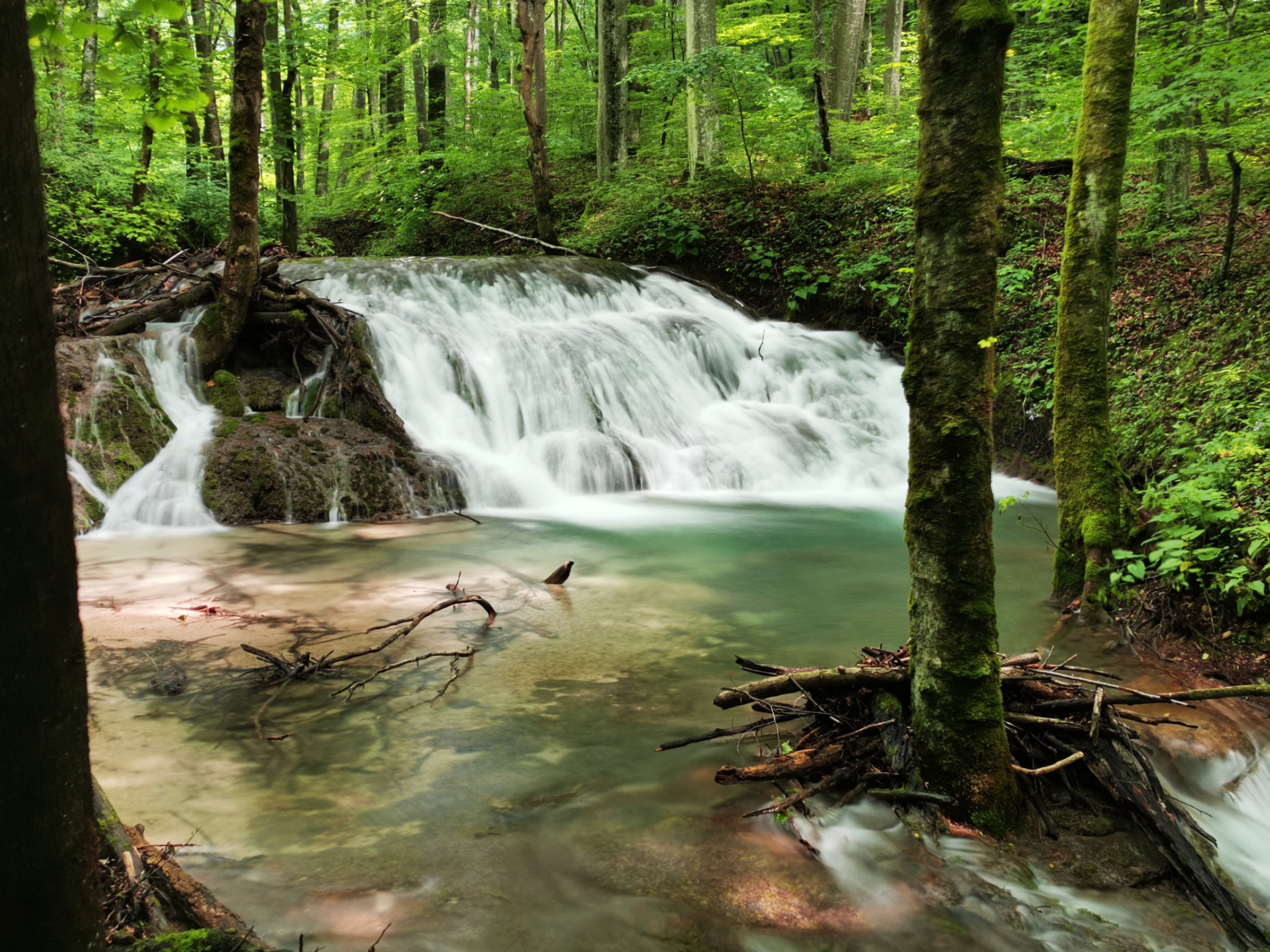
Llit del riu Beușnița (Beu).
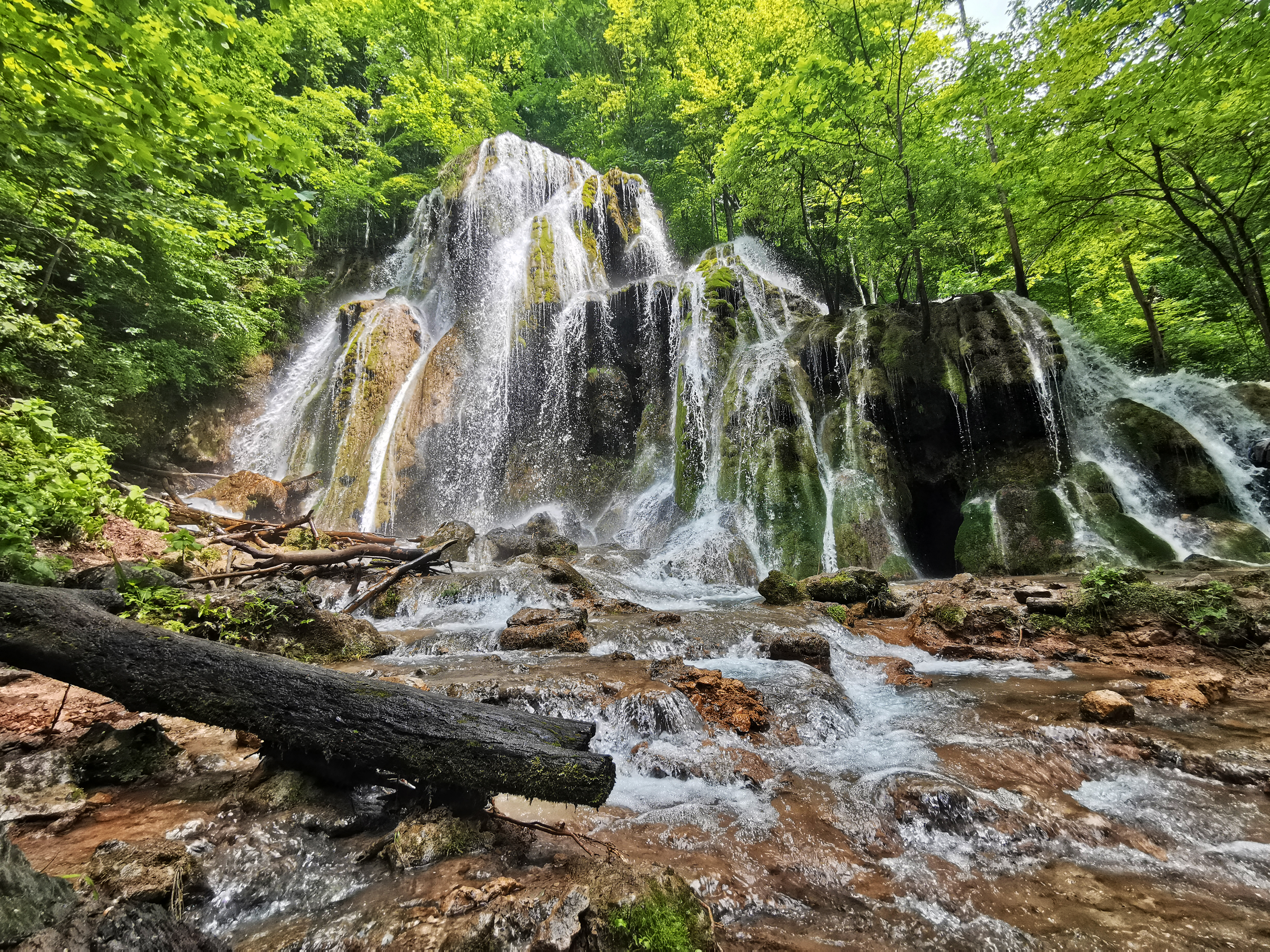
Cascada Beusnita (Beușnița).